# Fairview (Wirginia Zachodnia)
Fairview – miasto w Stanach Zjednoczonych, w stanie Wirginia Zachodnia, w hrabstwie Marion.